# Раннехристианские памятники Абхазии
Раннехристианские памятники Абхазии — культовые сооружения раннехристианского периода на территории Абхазии, хронологически определённые IV—VIII веками.
Согласно церковной традиции христианизация в западной части Грузии  связана с апостольским временем — I (апостольским) веком. Проповедниками христианской религии считают Андрея Первозванного, Симона Кананита и Левия Матфея. Священное писание подтверждается письменными упоминаниями историков III—IV веков. Первые церкви Восточного Причерноморья появились в прибрежных римских гарнизонных крепостях. Римские гарнизоны состояли, в большинстве своём, из выходцев Малой Азии — региона, где получили начальное распространение христианские идеи. Многие солдаты гарнизонов скорее всего уже были приобщены к идеям новой веры, что могло способствовать формированию среди местного населения христианского мировоззрения. Этому способствовало также переселение в Абхазию христиан, подвергавшихся гонениям в Римской империи. Открытие археологами раннехристианских церквей дало важные материалы о времени христианизации населения этого региона. В Абхазии было обнаружено (по состоянию на 2006 год) 26 памятников, относящихся к раннехристианскому периоду. Памятники храмового зодчества Абхазии в научной литературе представлены неравномерно, многие храмы не исследовались и они не были введены в научный оборот. В данной статье представлены в основном памятники, которые изучались и на них проводились археологические раскопки, а также и культовые объекты, где были проведены только разведывательные работы.
Основным источником статьи (списка) является книга российского археолога Л. Г. Хрушковой «Раннехристианские памятники Восточного Причерноморья» — первая обобщающая работа о ранних христианских памятниках Восточного Причерноморья. Перечень храмов представлен в порядке административно-территориальных делений Абхазии (по районам) и Грузии (по муниципалитетам) с севера на юг.
| Название                                                                                            | Местонахождение объекта                                                                               | Датировка                                            | Краткое описание | Изображение |
| --------------------------------------------------------------------------------------------------- | --- | ---------------------------------------------------- | --- | ----------- |
| Гагрский район / Гагрский муниципалитет                                                             | |                                                      | |             |
| Церковь Абаа́та (Абаатская церковь Ипатия Гангрского, Гагрская церковь Покрова Пресвятой Богородицы) | 43°19′32″ с. ш. 40°13′25″ в. д. Гагра, территория крепости Абаата                                     | Рубеж V—VI вв. (или начало VI в.) (предположительно) | Действующая христианская церковь. Впервые была обследована Ф. Дюбуа де Монпере в 1833 году. Церковь была сложена из больших блоков гагрского известняка. В плане храм представлял собой небольшое сооружение с полуциркульной апсидой и двумя боковыми симметричными портиками. Во второй половине XIX века гагрская церковь подверглась реконструкции. В результате чего её облик очень сильно изменился, особенно восточная часть. От древнего декора сохранился один декоративный элемент — камень в кладке западной стены (не in situ) с рельефным изображением креста в круге. Новые обмеры и описание были сделаны грузинской исследовательницей М. Дидебулидзе, которая определяет тип церкви как «трёхцерковную базилику». |             |
| Храмовый комплекс Ахаш-ныха                                                                         | Село Алахадзы (местность Ахаш-ныха) в 2-х км от берега моря                                           | 2-я половина V — начало VI в. (предположительно)     | Первые обследования местности провела П. С. Уварова в 1886 году. Комплекс состоял из трёх церквей, две из которых раннехристианские (№ 1 и № 2). Храм № 1 — самое древнее сооружение комплекса трёхнефная базилика с тремя выступающими апсидами и большим трёхчастным нартексом доюстиниановского времени. Общие наружные размеры храма составляют 50×28 м. Это самая большая церковь раннего средневековья в Западном Закавказье. Центральный неф более чем в два раза шире боковых. Он отделялся от боковых пятью парами массивных столбов и парой бо́льших столбов сдвинутых к центру, на которые опиралась триумфальная арка. Центральная апсида имела пятигранную наружную форму, боковые — полуциркульную. Все три апсиды располагались на одной линии, что позволяло боковым апсидам иметь непосредственное сообщение с центральной. Базилика имела, предположительно, стропильное перекрытие, четырёхскатную крышу и повышенный центральный неф. |             |
| Храмовый комплекс Ахаш-ныха                                                                         | Село Алахадзы (местность Ахаш-ныха) в 2-х км от берега моря                                           | Конец VIII — 1-я половина IX в.                      | Храм № 2 — вторая базилика раскопана З. В. Агрба. Она появилась в результате реконструкции более древней (№ 1). Базилика стала меньше и изменился её тип. Строителями были разобраны боковые нефы и нартекс первой церкви; новая церковь стала занимать всего лишь центральный неф прежней. После закладки проёмов между двумя рядами древних столбов они превратились в продольные стены нового храма. Дверные проёмы, которые соединяли центральную апсиду с боковыми утратили свой смысл и после их закладки апсида стала семигранной. Такая форма в Восточном Причерноморье нигде больше не встречается. Вторая базилика стала представлять собой строгий замкнутый объём под двускатной крышей. Изменилось перекрытие новой церкви — оно стало сводчатым. Для свода возвели новые столбы, которые повторяли число, форму и расположение столбов прежнего древнего храма. В результате старый неф был поделён на три новых более узких. Широкие западные двери, соединявшие центральный неф с нартексом стали входными. В южной и северной стенах было устроено по дверному проёму. Вдоль апсидной стены располагался двухступенчатый синтрон с седалищем посередине. Древняя «эллинистическая» базилика в результате перестроек была заменена постройкой «восточного» типа. |             |
| Храмовый комплекс Ахаш-ныха                                                                         | Село Алахадзы (местность Ахаш-ныха) в 2-х км от берега моря                                           | X в.                                                 | Храм № 3 — небольшая крестово-купольная церковь с тремя выступающими полукруглыми апсидами и нартексом в северной части комплекса; её размеры 20,7×11,6 м. Храм был полностью раскопан в течение 1985—1986 годов. Нартекс отделялся от основного помещения двумя массивными прямоугольной формы столбами. Двери имелись в западной и в продольных стенах. Весь периметр церкви опоясывал цоколь-стилобат. В восточной части у центральной апсиды цоколь имел три ступени, у боковых — по две. Южная стена церкви № 3 находилась на месте северного нефа церкви № 1. Церкви № 2 и № 3 существовали одновременно. |             |
| Храмовый комплекс на городище Питиунт                                                               | Город Пицунда                                                                                         | 1-я половина IV в.                                   | Религиозный комплекс располагался внутри городских стен, где на протяжении IV—VI веков четыре церкви последовательно сменяли друг друга. В начале 1970-х годах на территории комплекса была открыта самая древняя церковь (№ 1), которую исследователи идентифицировали с епископской кафедрой Стратофила. Храм был выстроен за пределами стен каструма. Комплекс был окружён стеной канабы лишь в V веке, когда на месте двух первых церквей построили третью. «Стратофиловская» церковь представляла собой простую однонефную постройку с полукруглой апсидой, переходящей в продольные стены сооружения. Храм имел размеры 26,2×11,3 м. Церковь № 1 датируется между 313-м и 325-м годами. В середине IV века она была уничтожена пожаром. |             |
| Храмовый комплекс на городище Питиунт                                                               | Город Пицунда                                                                                         | IV—V вв.                                             | На месте прежней однонефной церкви была построена новая (№ 2) более обширная трёхнефная базилика с нартексом, в котором находилась крестильня. Размеры базилики составляли 28×13,2 м. Эта церковь стала самой известной среди раннехристианских в Колхиде благодаря своей мозаичной вымостке. Базилика обладала своеобразными чертами. Пятигранная снаружи и изнутри апсида имела асимметричную форму, что является большой редкостью. Такая форма апсиды обусловила разную ширину боковых нефов. Предполагается, что перекрытия нефов и апсиды было стропильным, а не сводчатым. Для апсиды деревянное перекрытие — ещё одна нетрадиционная черта. Почти всю площадь апсиды занимало трапециевидное асимметричное возвышение — зстрада, покрытая хорошо сохранившимся мозаичным панно. По мнению Л. А. Мацулевича зстрада в апсиде связана с наличием здесь мартириума, что и определило форму апсиды. И. Цицишвили тоже указывал на наличие мартириума в мозаичной базилике. Из опубликованных отчётов неизвестно, что находилось под эстрадой — свидетельства погребального («мавзолея святого») или поминального («теофанического») культов и вскрывалась ли она вообще. Единого мнения о датировке церкви № 2 и её мозаики нет — это IV—V века. Второй храм как и первый был разрушен пожаром. |             |
| Храмовый комплекс на городище Питиунт                                                               | Город Пицунда                                                                                         | 2-я половина V в.                                    | Не ранее второй половины V века на том же месте была построена третья церковь (№ 3). Это была традиционная постройка трёхнефной базилики с пятигранной апсидой и нартексом. Апсида по ширине соответствовала центральному нефу. При строительстве использовался грубо тёсаный камень пористого морского конгломерата. Это была обычная церковь без признаков поминального культа. Она находилась уже в городской черте. Погребения были открыты в среднем и северном нефах и относятся ко времени, когда церковь уже не функционировала, а была обращена в усыпальницу. |             |
| Храмовый комплекс на городище Питиунт                                                               | Город Пицунда                                                                                         | Начало VI в.                                         | Последняя церковь (№ 4) церковного комплекса была однонефной с трёхгранной апсидой и нартексом. Её построили западнее трёх предыдущих. Апсида четвёртой базилики занимала место нартекса предыдущей. Церковь имела размеры 17,45×11,6 м. Отличительной её особенностью было наличие двух пар сильно выступающих пилястр у продольных стен. Одна пара делила неф на две равные части, другая примыкала к западной стене нефа. Пилястры служили опорами арок для сводчатого перекрытия. Нартекс имел две двери: одну по центру западной стены, другую — в южной стене. Для этой церкви установилась датировка началом VI века и в 542 году она прекратила своё существование после разрушения Питиунта. Однако по мнению Л. Г. Хрушковой церковь можно датировать второй половиной VI века, после 542 года. |             |
| Храмы за городскими стенами Питиунта (церкви № 5, № 6, № 7)                                         | Город Пицунда                                                                                         | 2-я половина VI в.                                   | В раннехристианскую эпоху загородные церкви были только кладбищенскими, их строительство связано с почитанием мощей святых и мучеников. Появление культовых сооружений за городскими стенами — важная тенденция развития религиозной жизни Питиунта, в котором наблюдается одно характерное явление: средневековый город продолжает развиваться не на остатках античного города, а рядом с ним. Церковь № 5. К юго-западу от городища, где раньше существовало кладбище, в 1956 году была раскопана сводчатая двухапсидная «двойная церковь». Она состояла из двух одинаковых помещений, расположенных рядом и разделённых столбом. Две апсиды, полигональные снаружи и подковообразные изнутри, сообщались между собой узкими проходами. Церковь имела размеры 28,5×14,5 м. Опорой для свода служили пилястры в углах, продольных стенах и центральный столб. Основным материалом для постройки служил тёсаный камень. В Восточном Причерноморье это единственная двойная церковь. Смысл подобных двойных церквей не имеет всеобще признанного решения. Чаще высказывается мнение о том. что у каждой части имелись свои функции. Одна предназначалась для литургии евхаристии, другая — для крещального или мемориального культа. При исследовании церкви № 5 не были обнаружены какие-либо признаки почитания мучеников (мемориального культа): захоронения, саркофаги, гробницы.                                             |             |
| Храмы за городскими стенами Питиунта (церкви № 5, № 6, № 7)                                         | Город Пицунда                                                                                         | 2-я половина V в                                     | Церковь № 6. К юго-востоку от городища, близ средневековой крестово-купольной церкви, в 1980—1981 годах Г. А. Лордкипанидзе и З. В. Агрба раскопали остатки большой трёхапсидной церкви. Храм пережил два строительных периода. К первому раннему периоду относятся две постройки: небольшая однонефная церковь с полукруглой апсидой (церковь № 6) и прямоугольное сооружение, служившее мартириумом, в котором находились гробница и антропоидный саркофаг. Церковь и мартириум датируются второй половиной V века. Комплекс просуществовал до 542 года, до разрушения Питиунта. |             |
| Храмы за городскими стенами Питиунта (церкви № 5, № 6, № 7)                                         | Город Пицунда                                                                                         | 2-я половина VI в. (или начало VII в.)               | Церковь № 7. На месте разрушенных церкви № 6 и мартириума был возведён новый храм (церковь № 7) значительно бо́льших размеров, чем ранние постройки. Её ширина составляет 17,5 м, длина не известна, так как её западная часть находится под современными постройками. Центральная апсида церкви № 7 утрачена. Новая трёхапсидная церковь принадлежит к крестовидному типу. Северное боковое помещение новой церкви возведено на остатках мартириума, а апсида южного помещения частично опирается на фундамент апсиды церкви № 6. Северное помещение использовалось для почитания древних мощей. Южное помещение также имело мемориальное назначение. В нём, под полом, были раскопаны три гробницы. Вдоль южной и западной стен располагались скамьи, которые могли предназначаться для больных, так как одной из основных целей паломничества к чтимым могилам являлось желание исцелиться. Церковь № 7 существовала долгое время; в X веке она ещё функционировала, иначе её руины были бы разобраны и использованы при строительстве к востоку от неё нового большого купольного храма. |             |
| Храм Пшоухуа                                                                                        | Село Пшоухуа, на левом берегу реки Псоу                                                               | VI—VII вв. (предположительно)                        | Храм Пшоухуа исследовался абхазскими археологами в 2004—2005 годах. Сооружение представляло собой снаружи прямоугольную в плане однонефную базилику с полукруглой вписанной апсидой внутри. К нефу с южной и северной сторон были пристроены помещения разных размеров, с запада — притвор, ширина которого меньше ширины основного нефа. Притвор был пристроен гораздо позже церкви. Западная стена нефа имеет дверной проём шириной 1,35 м. В северной стене также имеется дверной проём, от которого начинается апсидное полукружие алтаря. Алтарное полукружие имеет подковообразный в плане вид. Края алтаря заходят за линию диаметра и зауживают его западную часть. Южная сторона нефа не зачищалась, но в ней тоже прослеживаются следы дверного проёма. Боковые помещения не исследовались археологами. Общие размеры церкви 12,2×11 м, размеры основного зала — 8,4×4,2 м. Стены базилики сложены из больших белых известняковых плит с забутовкой между ними. Перекрытие храма — сводчатое. Внутренняя расчистка показала, что памятник дважды подвергался пожару. Ранний пожар оставил слой золы до 2 см, поздний — до 10 см. |             |
| Хашупсинская крепостная церковь                                                                     | 43°25′30″ с. ш. 40°07′18″ в. д. В 2 км севернее села Хашупса, на левом берегу реки Хашупса            | VI в. (предположительно)                             | Церковь находилась внутри Хашупсинской крепости на самой высокой её точке. Это одноапсидная однонефная небольшая постройка с наружными размерами: 16,2×6,9 м. Её стены сохранились на высоту около полуметра. Полукруглая снаружи и подковообразная изнутри апсида непосредственно переходит в продольные стены. Перед нефом пристроен небольшой, более узкий, чем неф, вестибюль. Нартекс отсутствует. Сложена церковь из тёсаного камня. |             |
| Цандрыпшский храм                                                                                   | 43°22′47″ с. ш. 40°04′49″ в. д. Посёлок городского типа Цандрыпш, в 200 м севернее устья реки Махадыр | VI в.                                                | Трёхапсидная трёхнефная базилика с нартексом и примыкающим к нему портиком. Первые исследования провёл В. А. Леквинадзе, который датировал памятник между 527 и 542 годами. В результате раскопок 1980 года были выявлены ранее неизвестные элементы плана: крещальная купель, гробницы, мраморные декоративные фрагменты, фрагменты греческих надписей. Общий наружный размер храма 27,5×16,8 м. Характерная и необычная черта сооружения — расширенные восточные концы боковых нефов, выполнявшие функции баптистерия и мемориальной часовни. Базилика хорошо сохранилась по сравнению с другими раннехристианскими памятниками Абхазии. Недалеко от храма в устье реки Махадыр сохранились следы древней крепости и поселения. |             |
| Гудаутский район / Гудаутский муниципалитет                                                         | |                                                      | |             |
| Аба-Антская церковь                                                                                 | Северная окраина села Лыхны (местность Аба-Анта)                                                      | VII—VIII вв.                                         | Однонефная базилика с гранёной апсидой, двумя симметричными боковыми помещениями и нартексом. Церковь была раскопана и предварительно обследована Л. А. Шервашидзе в 1976 году, и датирована VI—VIII веками. Исследователь Л. Д. Рчеулишвили относит церковь к «трёхцерковной базилике» (так же как и Абаатская в Гаграх) и датирует её VI веком. В южном боковом помещении обнаружена каменная гробница. По-видимому оно являлось мемориальной часовней. Сохранность базилики плохая. |             |
| Сухумский район / Сухумский муниципалитет                                                           | |                                                      | |             |
| Раннехристианский культовый архитектурный комплекс в Себастополисе                                  | 42°59′45″ с. ш. 41°00′58″ в. д. Сухум, приморская часть римской территории Сухумской крепости         | Рубеж IV—V вв. (или начало V в.)                     | В единый архитектурный комплекс входят октагональная церковь и примыкающая к ней базилика средних размеров. Центр комплекса — октагон, окружён восьмигранным обходом. К четырём граням обхода, ориентированным по сторонам света, примыкают дополнительные одинаковые помещения предпрямоугольной формы с бо́льшей внешней стороной. Церковь не имеет апсиды и наличие четырёх помещений («крестов»), создают крестовидную симметричную в плане форму храма. В центре октагона находится купольная экседра, расположенная на оси восток—запад. Экседра находит подобные аналогии не на Кавказе и в причерноморском ареале, а в памятниках территорий, значительно отдалённых от Причерноморья — в группе церквей Северной Сирии. С восточной стороны к октагону примыкала трёхнефная базилика с пятигранной апсидой снаружи и полуциркульной изнутри. К базилике с северной стороны было пристроено дополнительное самостоятельное помещение. Базилика, помещённая в свободное пространство между южной и восточной частями «креста» октагона, создаёт таким образом единый архитектурный комплекс. Пространство между юго-восточной гранью октагона и западной стеной базилики служило своеобразным нартексом базилики и использовалось как мартириум. После перестройки базилика из трёхнефной превратилась в однонефную. В 542 году, во время войны с персами, византийцы сами уничтожили укрепления Себастополиса и Питиунта. |             |
| Гулрыпшский район / Гульрипшский муниципалитет                                                      | |                                                      | |             |
| Драндская крестово-купольная церковь                                                                | 42°52′27″ с. ш. 41°09′44″ в. д. Северная окраина села Дранда                                          | VI−VII вв. (предположительно)                        | Трёхапсидная крестово-купольная церковь в плане представляет собой сочетание ротонды и креста. Сводчатые каменные перекрытия способствовали сохранению храма от разрушений и пожаров. Сочетание ротонды и креста своеобразно определяют наружные объёмы и внутреннее пространство. Алтарная часть, кроме центральной апсиды, включает жертвенник и дьяконник. Вдоль стены центральной апсиды располагается синтрон с седалищем в центре. В южном конце нартекса находится крещальная купель. По своим размерам, архитектурному типу и сохранности является памятником «единственным в своём роде в Восточном Причерноморье». |             |
| Мрамбская базилика                                                                                  | 43°00′45″ с. ш. 41°15′15″ в. д. Село Мрамба                                                           | VI−VII вв.                                           | Простая в плане небольшая однонефная церковь с апсидой, пятигранной снаружи и подковообразной изнутри. Остатки фундаментов были раскопаны в 1981 году Ю. Н. Вороновым и О. Х. Бгажбой рядом с развалинами новой церкви, построенной в 1920 году. В этом месте были найдены фрагменты известняковых плит с изображениями раннехристианских символов. Подобные церкви с простым планом относят к «раннефеодальной» эпохе. |             |
| Храмовый комплекс Келасурского монастыря                                                            | В 12 км от устья реки Келасур (по долине) на её правом берегу в 300 м от берега                       | VI−VII вв.                                           | Комплекс представляет собой остатки трёх строений, обнесённых руинированной стеной с башней. Основным объектом в комплексе является храм № 1 — однонефная зальная базилика с двумя приделами IX—X веков. На юго-восточной стороне от этого храма расположено сооружение прямоугольной формы, предположительно это могла быть трапезная или баптистерий. В пятнадцати метрах южнее храма № 1 расположен храм ранней постройки № 2 — однонефное сооружение без каких-либо (визуально обнаруженных) пристроек. Общие наружные размеры церкви № 2 — 7,45 × 6 м, площадь — около 25 м2. В конструктивном плане этот храм отличается от первого тем, что апсидная часть в нём выступает наружу полукруглой формой. Во внутренней части апсиды расположено алтарное окно. На северной и южной сторонах апсиды имеются небольшие ниши прямоугольной формы. Храм имеет один дверной проём в западной стене. Церковь построена из тёсаных известняковых блоков. Примесь песка в связующем растворе составляет 8 %. На основании архитектурного типа храма и состава связующего раствора церковь датируется, предположительно, VI—VII веками. |             |
| Церковный комплекс в крепости Цибила                                                                | Село Цебельда                                                                                         | V—VI вв. (предположительно)                          | Комплекс состоял из трёх церквей, две из которых раннехристианские (№ 2 и № 3), а одна (№ 1) относится к эпохе позднего средневековья. Храм № 3 — самое раннее сооружение комплекса располагается в 3 м севернее № 1 и № 2. Принадлежит к типу однонефной базилики. Восточная часть нефа завершается выступающей, полукруглой снаружи и изнутри, апсидой. С западной стороны находился нартекс, с южной примыкала группа дополнительных помещений — трёхчастный (с тремя частями ритуала) баптистерий с крестовидной крещальной купелью, небольшие мемориальные помещения. Общие наружные размеры составляли 22,47×17,8 м.. |             |
| Церковный комплекс в крепости Цибила                                                                | Село Цебельда                                                                                         | Конец VI — 1-я половина VII в. (предположительно)    | Храм № 2 — однонефная постройка с широкой подковообразной апсидой, равной ширине всего нефа. Подобный план храма был выявлен в Хашупсинской крепостной церкви. Церковь № 2 имела значительно бо́льшие размеры, чем № 1. Структура стен и материалы указывают на позднеримскую строительную традицию, которая известна в Абхазии в памятниках позднеантичного и ранневизантийского времени. |             |
| Церковный комплекс в крепости Цибила                                                                | Село Цебельда                                                                                         | Позднее средневековье                                | Храм № 1 был построен на месте раннего № 2 и при строительстве использовался материал раннего сооружения. В отличие от выступающей апсиды храма № 2, здесь апсида заключена в прямоугольный контур и её внутренняя форма не имеет правильного полукруга. Церковь, скорее всего, имела сводчатое перекрытие и двускатную крышу. Это простое сооружение без всякой декорации и низким качеством строительных материалов. В это время византийские строительные традиции были уже в значительной степени забыты, тем более в этой горной отдалённой от городов местности. |             |
| Церковь в крепости Шапка                                                                            | В 7 км западнее села Цебельда                                                                         | 2-я четверть VI в.                                   | Церковь в крепости Шапка была раскопана О. Х. Бгажба в 1983 году. Полностью раскопки не были завершены, но основные части храма выявлены. Сооружение представляло собой небольшую квадратную в плане постройку размерами 8×8 м. Лучшая сохранность у западной стены, от восточной остались только фундаменты. Церковь имела два входа: в западной стене по центру и в южной, смещённый к востоку. В восточной части храма выявлена прямоугольная в плане алтарная платформа, в центре которой находится основание престола. Прямоугольная алтарная часть это единственный случай в данном регионе. Перед алтарной площадкой сохранились два основания для опор алтарного ограждения. С севера к алтарю примыкала гробница. Здание сложено из камня, в устройстве некоторых деталей интерьера использовался кирпич длиной 28—32 см, шириной 15—22 см. Церковь и крепость датированы 30—50-ми годами VI века. |             |
| Очамчырский район / Очамчирский муниципалитет                                                       | |                                                      | |             |
| Церковь на городище Гюэнос                                                                          | Близ города-порта Очамчиры                                                                            | 2-я половина V — 1-я половина VII в.                 | Во время строительства Очамчирского морского порта в 1936—1937 годах археологи открыли античное поселение, которое было ими идентифицировано с древним греческим полисом Гюэносом, основанном в VI веке до н. э. Археологические раскопки 1981, 1983, 1985 годов выявили здесь три основных культурных слоя. В средневековом слое была открыта раннехристианская церковь. Благодаря сохранившимся фундаментам и остаткам стен план церкви удалось восстановить полностью. Это однонефная церковь с широкой полуциркульной апсидой. К основному объёму с двух сторон примыкали два небольших помещения, расположенные симметрично. Нартекс необычной формы охватывал часть нефа с южной стороны. Общие наружные размеры храма составляли 23×19,5 м. Наличие дополнительных помещений с различным расположением дверных проёмов в них свидетельствуют о разнообразных их функциях; южное помещение служило часовней, северное, по-видимому, предназначалось для клира. Нартекс имел три входа: два в западной стене и один — в южной, что может говорить об удобстве доступа в храм разных групп верующих. По особенностям плана и строительной технике церковь Гюэноса датируется второй половиной V века — первой половиной VII века. |             |
| Баптистерий в Зиганисе (Гудаве)                                                                     | Село Гудава                                                                                           | Около V в.                                           | При раскопках, проведённых П. П. Закарая и В. А. Леквинадзе в 1969—1972 годах были открыты остатки сооружений римской эпохи и небольшой баптистерий. Церковь, к которой он относился не была найдена. Данная местность мало исследована археологически. Крещальня в плане имеет вид прямоугольника (9×6 м) с полукруглой апсидой, в которой находилась купель. Апсида отделялась от основного помещения стеной. Найденные здесь керамические антефиксы могут указывать, что баптистерий существовал до X века. |             |
| Ткварчельский район                                                                                 | |                                                      | |             |
| Храм в селе Махур                                                                                   | Село Ма(у)хур, гора Аныхварта                                                                         | VI в. (предположительно)                             | Культовое сооружение находится на горе Аныхварта (Наохуаме). Местные жители поклоняются горе как святыне. На её вершине христианами был установлен железный крест. На горе было обнаружено каменное строение — развалины древнего храма. После археологического обследования выяснилось, что это остатки маленькой церкви размерами 6,7 х 3,8 м зального типа с сохранившимися стенами высотой около одного метра. Замеры параметров храма зафиксированы только по внутренней части. В южной и западной стенах церкви просматриваются дверные проёмы шириной около 1 м. Определяется дверной проём также и в северной стене, однако он был заложен во время последующего ремонта. Стены храма сложены из окатанного булыжника и обложены квадрами светло-серого песчаника. Они аккуратно подогнаны и скреплены известковым раствором. Содержание песка в связующем растворе кладки составляет 8 %. По найденным двум железным крестам Мухурский храм, предположительно, датируется VI веком . |             |
| Гальский район / Гальский муниципалитет                                                             | |                                                      | |             |
| Храм в селе Таглан                                                                                  | Посёлок Цамхар в селе Таглан                                                                          | VII в. (предположительно)                            | Зальная однонефная базилика с полукруглой выступающей апсидой. Храм хорошо сохранился в части южной (на высоту 5 м) и восточной стен, и в юго-западном углу. На южной стене фиксируются три подсводные арки, опирающиеся на прямоугольные импосты, которые в свою очередь лежат на простых пилястрах. Апсида имеет одно окно. В западной стене на уровне фундамента во всю ширину храма фиксируется нартекс, из чего следует, что западная стена также имела вход. Памятник имеет размеры 9,5×7,2 м. Стены сложены из булыжника на известковом растворе и облицованы известняковыми плитами. На основании архитектурного типа храма и состава связующего раствора церковь датируется, предположительно, VII веком. |             |